# Alexandre Nikolaïevitch Iakovlev
Pour les articles homonymes, voir Alexandre Iakovlev.
Alexandre Nikolaïevitch Iakovlev ou Yakovlev (en russe : Александр Николаевич Яковлев), né le 2 décembre 1923 et mort le 18 octobre 2005, est le principal architecte de la perestroïka jouant ainsi un rôle historique.

## Biographie

### Jeunesse et études
Alexandre Iakovlev, né dans une famille paysanne très pauvre du gouvernement de Iaroslavl, combat dans l'Armée rouge pour la défense de Léningrad (1941-1943) puis est démobilisé à la suite d'une blessure. Il étudie à la faculté d'histoire de Université pédagogique de Iaroslavl en 1943-44, puis à l'Ecole du Parti communiste. En 1958, il passe un an à l'Université Columbia, aux États-Unis.

### Un apparatchik hétérodoxe
Entré au département de l'Idéologie et de la Propagande du Parti en 1969, il en est exclu en 1973 pour des positions jugées trop éloignées de la ligne du parti. Il est envoyé comme ambassadeur au Canada pendant dix ans. En 1983, il reçoit Mikhaïl Gorbatchev en visite au Canada et a avec lui un entretien au cours duquel il insiste sur la nécessité de réformes radicales pour sauver l'Union soviétique. Iouri Andropov, nouvellement élu Secrétaire général du Parti, le rappelle pour le nommer directeur de l'Institut de l'Économie et des Relations internationales. Il est élu secrétaire du Comité central du Parti communiste de l'Union soviétique, puis rentre au  Politburo au milieu des années 1980 ; il est à l'origine de la politique d'ouverture lancée par le dernier président de l'Union soviétique Mikhaïl Gorbatchev pour libéraliser la société soviétique et exposer les crimes des gouvernements passés. Devenu éminence grise, il était accusé par des vétérans du KGB d'avoir « hypnotisé » Gorbatchev.
Iakovlev portait, dans le sérail soviétique des années 1980, le surnom que la France révolutionnaire et napoléonienne avait attribué à Talleyrand : « le Diable boiteux ». Au moment de la réunification allemande, Vladimir Krioutchkov, chef du KGB, présenta à Mikhaïl Gorbatchev un dossier sans fondement qui accusait Iakovlev d'être manipulé par la CIA, ce qui eut pour résultat une brouille entre le numéro un soviétique et son principal inspirateur.
Le 27 juillet 1991, Iakovlev âgé de 67 ans, annonce son départ de conseiller en déclarant sobrement au journal d'informations « Vestî » de la télévision soviétique « J'ai donné une lettre de démission ». Cependant, sa démission pourrait être provoquée par le désaccord qui l'oppose à Mikhaïl Gorbatchev au sujet du décret pris par Boris Eltsine, président de la fédération de Russie. Ce dernier interdit aux communistes de pouvoir exercer une activité politique au sein des entreprises d’État et des administrations.
Alexandre Iakovlev est décédé le 18 octobre 2005 à Moscou à l'âge de 81 ans.
Ami de Pierre Elliott Trudeau, il était l'inspirateur du prénom d'un des fils Trudeau, Alexandre.

### Un fossoyeur du communisme
Dans le domaine politique, il préconisait une transformation totale du système. Son but n'était pas de préserver le système communiste, mais de sauver le pays d'un chaos sanglant inévitable s’il n’arrivait pas à sortir du totalitarisme.
Le plan prévoyait en conséquence des élections libres, le multipartisme, la liberté de la presse et introduisait le parlementarisme et l'indépendance des juges. Certes, les idées y étaient plus vagues en matière économique, grand point d'interrogation de la pensée de la perestroïka. Il proposait néanmoins d'en finir avec le monopole d'État du commerce extérieur et de donner beaucoup plus d'indépendance aux entreprises dans le cadre de l'économie de marché. Les communistes orthodoxes ont souvent dit de Iakovlev qu’il était le « messager du mal ». L’un des apports majeurs de son action fut d'apporter au pays une parole de liberté.

## Récompenses et hommages
Alexandre Iakovlev a été décoré par la Pologne en 1984, pour avoir dénoncé le rôle joué par Staline dans le massacre de Katyn (1940).